# Bethelkerk (Sliedrecht)
De Bethelkerk is een gemeente van de Christelijke Gereformeerde Kerken in Sliedrecht.
De naam van de kerk verwijst naar Bethel.
De huidige gemeente is ontstaan uit een Vrije/Oud Gereformeerde gemeente. Vrijdagavond 21 september 1894 vond de officiële aansluiting plaats en werd de gemeente toegelaten tot het kerkverband van de Christelijke Gereformeerde Kerken. Op woensdagavond 7 november 1894 werd een nieuw kerkgebouw in gebruik genomen. Deze kerk telde 800 zitplaatsen. In 1935 werd een nieuw kerkgebouw gebouwd, een grote bakstenen zaalkerk met 1.498 zitplaatsen. Het was toen het  grootste kerkgebouw van de Christelijke Gereformeerde Kerken. In augustus 2021 is het kerkgebouw gesloopt om plaats te maken voor een nieuw kerkgebouw. Dit kerkgebouw is opgeleverd in april 2023. De eerste kerkdienst in het nieuwe kerkgebouw was op eerste Pinksterdag (28-05) 2023.

## Kerkdiensten
De diensten van deze gemeente staan in de bevindelijk gereformeerde traditie, waarbij de verkondiging van het Woord centraal staat. De gemeente zingt de psalmen in de berijming uit 1773. De gemeente telt circa 1.350 leden en is vanaf eind augustus 2023 vacant nadat Ds. C.P. de Boer, die in 2016 als predikant was bevestigd, afscheid heeft genomen om bevestigd te worden in de gemeente Renswoude. In het verleden is de gemeente drie maal bediend door Cornelis Smits.

## Orgel
In 1980 werd door de kerkenraad aan orgelbouwer Hendriksen & Reitsma de opdracht gegeven voor de bouw van een groot nieuw orgel, ter vervanging van het oude orgel van Fonteijn & Gaal uit 1966. Het nieuwe instrument is op 7 april 1982 in gebruik genomen en telt 39 sprekende stemmen. Het orgel is gedemonteerd en opgeslagen bij orgelmakerij Boogaard. Na de oplevering van de nieuwe Bethelkerk zal het bestaande orgel worden teruggeplaatst passend bij het nieuwe kerkinterieur.

#### Dispositie
| Pedaal (C-f1)   | Hoofdwerk (C-f3)     | Rugwerk (C-f3)             | Bovenwerk in Zwelkast (C-f3) | Speelhulpen         |
| --------------- | -------------------- | -------------------------- | ---------------------------- | ------------------- |
| Prestant 16'    | Bourdon 16' (af c0)  | Prestant 8' (af ais groot) | Gedekt 8'                    | Koppel Ped./HW      |
| Subbas 16'      | Prestant 8'          | Holpijp 8'                 | Viola di Gamba 8'            | Koppel Ped/RW       |
| Octaaf 8'       | Roerfluit 8'         | Quintadena 8'              | Vox Celeste 8' (af c0)       | Koppel Ped/BW       |
| Gedekt 8'       | Octaaf 4'            | Octaaf 4'                  | Roerfluit 4'                 | Koppel HW/RW        |
| Octaaf 4'       | Speelfluit 4'        | Ged. Fluit 4'              | Nasard 2 2/3'                | Koppel HW/BW        |
| Ruispijp IV st. | Quint 2 2/3'         | Octaaf 2'                  | Gemshoorn 2'                 | Tremulant RW        |
| Bazuin 16'      | Octaaf 2'            | Nasard 1 1/3'              | Flageolet 1'                 | Tremulant BW        |
| Trompet 8'      | Cornet V st. (af a0) | Sesquialter II st.         | Hobo 8'                      | Muette schokbalg RW |
| Klaroen 4'      | Mixtuur IV-VI st.    | Scherp III st.             | Vox Humana 8'                |                     |
|                 | Fagot 16'            | Dulciaan 8'                |                              |                     |
|                 | Trompet 8'           |                            |                              |                     |